# Amtsgericht Meinerzhagen

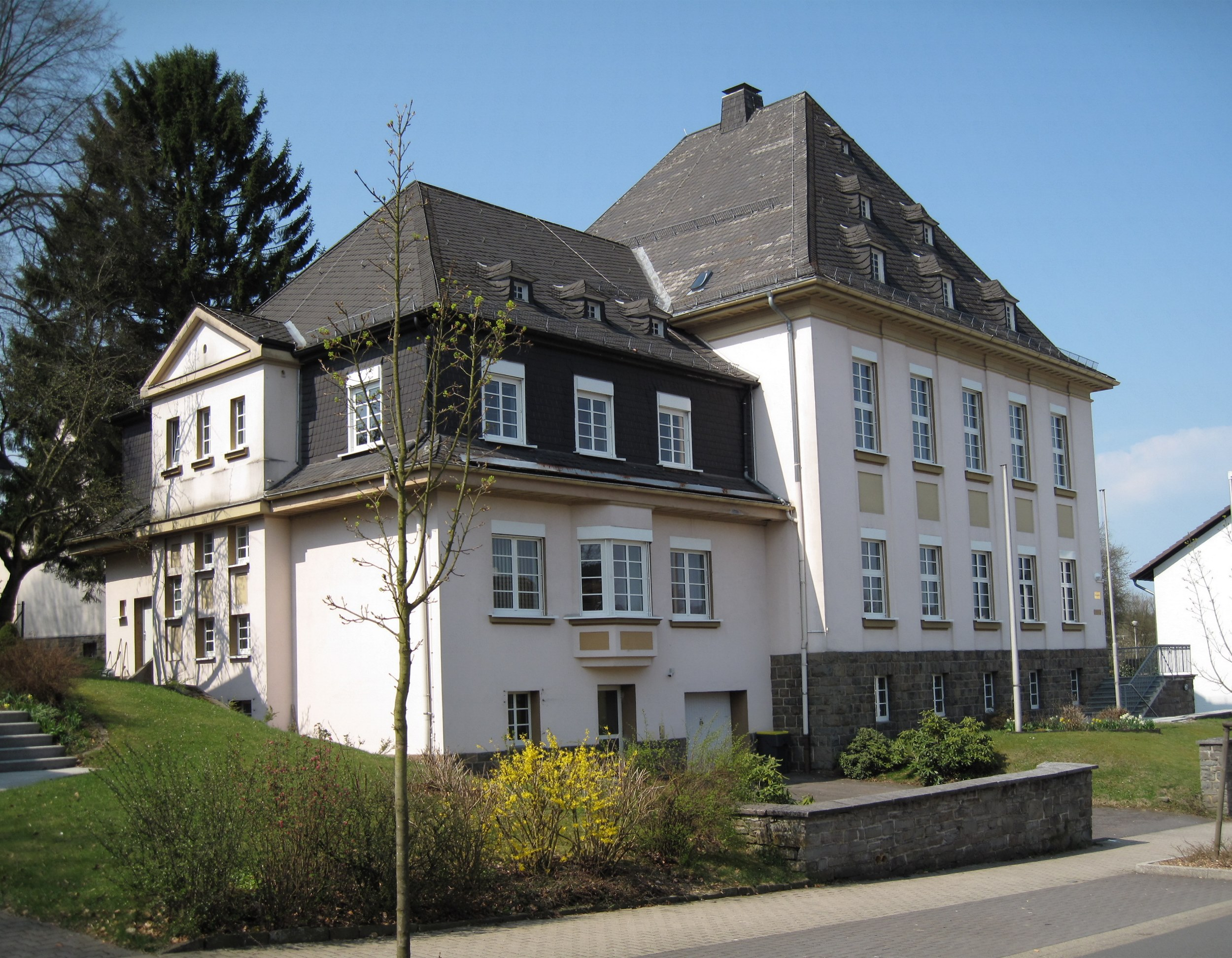
Gerichtsgebäude (2009)

Das Amtsgericht Meinerzhagen, ein Gericht der ordentlichen Gerichtsbarkeit, ist eines von neun Amtsgerichten im Bezirk des Landgerichtes Hagen.

## Gerichtssitz und -bezirk
Das Gericht hat seinen Sitz in Meinerzhagen im Märkischen Kreis, Nordrhein-Westfalen. Der rund 187 km² große Gerichtsbezirk umfasst das Gebiet der Städte Meinerzhagen und Kierspe mit insgesamt 36.700 Einwohnern.
Das Handels- und Genossenschaftsregister für den Bezirk des Amtsgerichtes Meinerzhagen wird beim Amtsgericht Iserlohn geführt. Für Mahn- und Insolvenzverfahren ist das Amtsgericht Hagen zuständig. Die Aufgaben des Landwirtschaftsgerichtes und die Bearbeitung der Familiensachen aus dem Gerichtsbezirk sind dem Amtsgericht Lüdenscheid zugewiesen.

## Gebäude
Das zuvor in der Oststraße untergebrachte Gericht bezog 1914 das heutige Gebäude in der Gerichtsstraße 14.

## Geschichte
Im Jahre 1753 wurde das Landesherrliche Gericht zu Meinerzhagen abgeschafft. Ab 1828 wurde durch einen Deputierten des Landgerichts Lüdenscheid ein Gerichtstag zu Meinerzhagen abgehalten. Von 1849 bis 1879 bestand die Gerichtskommission Meinerzhagen des Kreisgerichtes Lüdenscheid. Das königlich preußische Amtsgericht Meinerzhagen wurde mit Wirkung zum 1. Oktober 1879 als eines von zwölf Amtsgerichten im Bezirk des Landgerichtes Hagen im Bezirk des Oberlandesgerichtes Hamm gebildet. Der Sitz des Gerichtes war Meinerzhagen. Sein Gerichtsbezirk umfasste aus dem Kreis Altena die Ämter Kierspe und Meinerzhagen.
Am Gericht bestand 1888 eine Richterstelle. Das Amtsgericht war damit ein kleines Amtsgericht im Landgerichtsbezirk.

## Übergeordnete Gerichte
Unmittelbar übergeordnet ist das Landgericht Hagen. Zuständiges Oberlandesgericht ist das Oberlandesgericht Hamm.